# Diocesi di Tamagrista
La diocesi di Tamagrista (in latino: Dioecesis Tamagristensis) è una sede soppressa e sede titolare della Chiesa cattolica.

## Storia
Tamagrista, nei pressi del monte Magris nell'odierna Algeria, è un'antica sede episcopale della provincia romana della Mauritania Sitifense.
Sono tre i vescovi documentati di questa diocesi africana. Alla conferenza di Cartagine del 411, che vide riuniti assieme i vescovi cattolici e donatisti dell'Africa romana, presero parte il cattolico Primulo e il donatista Saturnino.
Terzo vescovo noto è Clemente, il cui nome appare al 30º posto nella lista dei vescovi della Mauritania Sitifense convocati a Cartagine dal re vandalo Unerico nel 484; Clemente, come tutti gli altri vescovi cattolici africani, fu condannato all'esilio.
Dal 1933 Tamagrista è annoverata tra le sedi vescovili titolari della Chiesa cattolica; dal 10 aprile 1982 il vescovo titolare è Zdzisław Fortuniak, già vescovo ausiliare di Poznań.

## Cronotassi

### Vescovi residenti
- Primulo † (menzionato nel 411)
  - Saturnino † (menzionato nel 411) (vescovo donatista)
- Clemente † (menzionato nel 484)

### Vescovi titolari
- Willem Petrus Bartholomaeus Cobben, S.C.I. † (29 giugno 1967 - 18 settembre 1976 dimesso)
- Manuel Duran Moreno † (20 dicembre 1976 - 12 gennaio 1982 nominato vescovo di Tucson)
- Zdzisław Fortuniak, dal 10 aprile 1982